# Гайдер (Аляска)
Гайдер (англ. Hyder) — переписна місцевість (CDP) в США, в окрузі Принс-оф-Вейлс-Гайдер штату Аляска. Населення — 48 осіб (2020).

## Географія
Гайдер розташований за координатами 55°59′0″ пн. ш. 130°2′31″ зх. д. / 55.98333° пн. ш. 130.04194° зх. д. (55.983313, -130.041842).  За даними Бюро перепису населення США в 2010 році переписна місцевість мала площу 38,01 км², уся площа — суходіл. В 2017 році площа становила 44,21 км², уся площа — суходіл.

## Демографія
Згідно з переписом 2010 року, у переписній місцевості мешкало 87 осіб у 48 домогосподарствах у складі 26 родин. Густота населення становила 2 особи/км².  Було 90 помешкань (2/км²). 
Расовий склад населення:
| - 90,8 % — білих - 1,1 % — вихідців з тихоокеанських островів - 1,1 % — корінних американців - 2,3 % — осіб інших рас |

До двох чи більше рас належало 4,6 %. Іспаномовні складали 2,3 % від усіх жителів.
За віковим діапазоном населення розподілялося таким чином: 11,5 % — особи молодші 18 років, 67,8 % — особи у віці 18—64 років, 20,7 % — особи у віці 65 років та старші. Медіана віку мешканця становила 54,8 року. На 100 осіб жіночої статі у переписній місцевості припадало 141,7 чоловіків;  на 100 жінок у віці від 18 років та старших — 126,5 чоловіків також старших 18 років.
Цивільне працевлаштоване населення становило 0 осіб. 